# Von-der-Schulenburg-Park
Der Von-der-Schulenburg-Park, kurz Schulenburgpark, ist ein Gartendenkmal am südlichen Teil der Sonnenallee im Berliner Ortsteil Neukölln. Die Grünanlage geht auf das Jahr 1913 zurück. Platanenalleen, Wiesen, ein langes Wasserbecken und der Märchenbrunnen beherrschen das Bild des Parks.

## Park
Der Schulenburgpark wurde 1913 in Karten erstmals als Grünfläche ausgewiesen aber noch namenlos. Seine Existenz verdankt er dem sumpfigen und tieferliegenden Gelände, das für eine Bebauung ungeeignet war und daher vermutlich schon nach dem Ersten Weltkrieg als Grünanlage genutzt wurde. Er ist nach Rudolf Wilhelm Graf von der Schulenburg (Oberpräsident der Provinz Brandenburg von 1914 bis 1917) benannt, der aus dem Adelsgeschlecht Schulenburg stammt.
Im Jahr 1920 muss der Park bereits bestanden haben, denn die anliegende Straße Am Schulenburgpark ist in Karten aus diesem Jahr bereits namentlich enthalten. Außerdem wurde er im Berliner Adressbuch 1921 erstmals auch direkt als Park ausgewiesen. Ab 1923 erfolgte die Gestaltung nach Plänen des Gartenbaudirektors Ottokar Wagler, der der Anlage sein heutiges formales Gesicht und die klare Struktur gab. Im Zentrum des fünf Hektar umfassenden Parks befindet sich ein langes rechteckiges Wasserbecken, im Volksmund „Spiegelbecken“ genannt, mit Platanenalleen an den beiden Längsseiten und dem Märchenbrunnen am südlichen Ende.

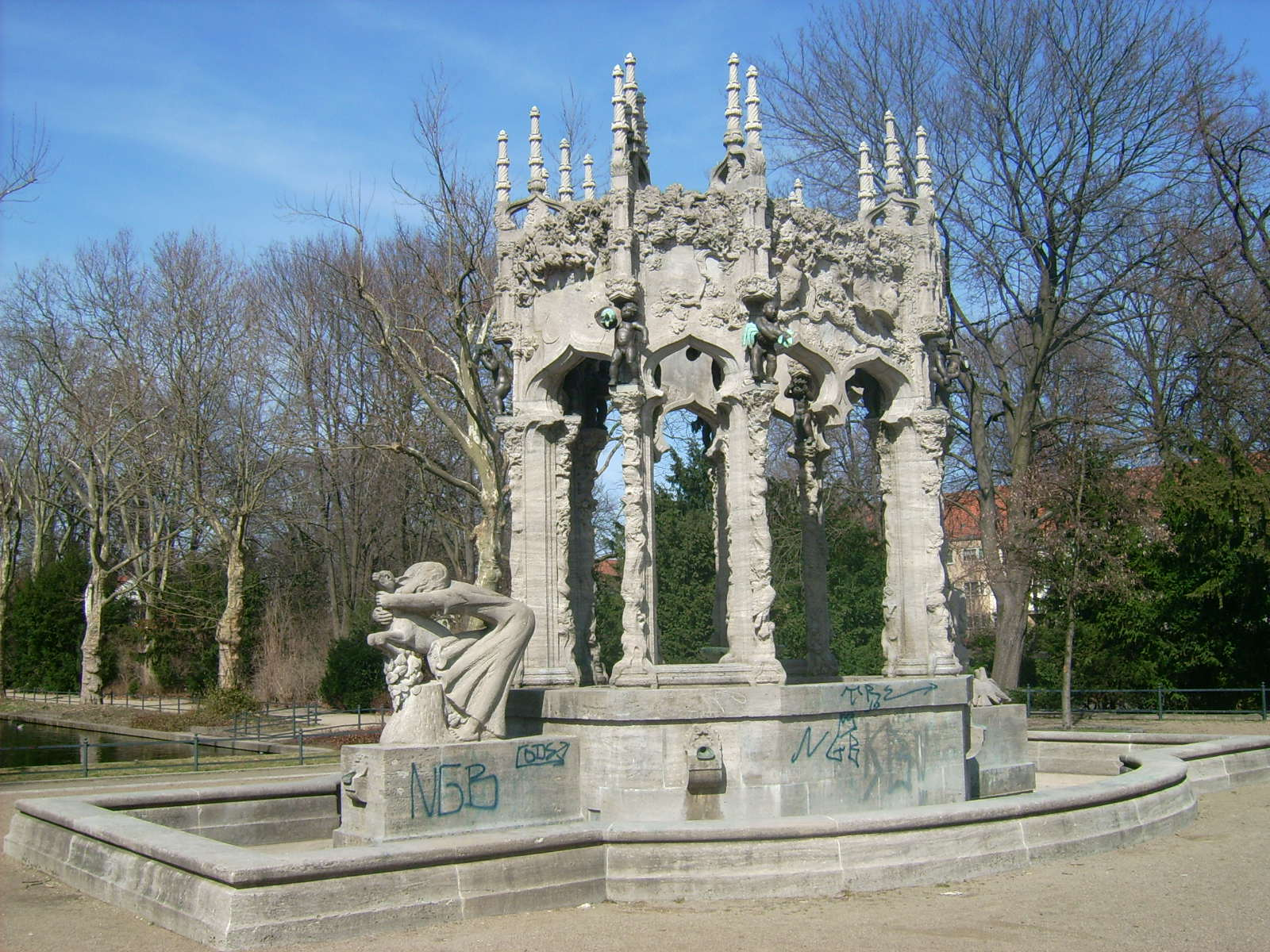
Märchenbrunnen im Schulenburgpark

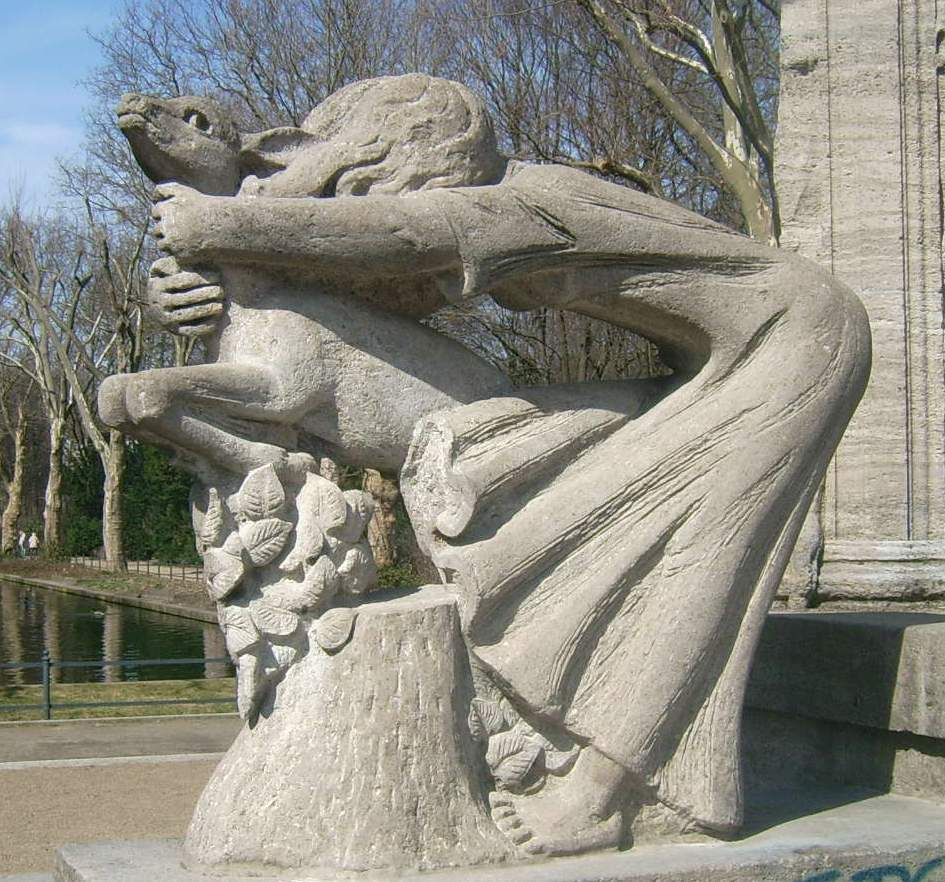
Brüderchen und Schwesterchen von Katharina Szelinski-Singer

Nach dem Zweiten Weltkrieg gestaltete der Gartenbaudirektor Anton Lohrer Anfang der 1950er Jahre den Park um. In den 1960er Jahren verwahrloste die Grünanlage zunehmend und Vandalen beschädigten den Brunnen. 1970 wurde die Anlage erstmals komplett restauriert. 2008, fast 40 Jahre später und rund 20 Jahre nach dem Fall der Berliner Mauer investierte das Bezirksamt Neukölln 200.000 Euro in die Wiederherstellung von Wegen und 250.000 Euro in die Neuanlage des Spielplatzes. Auf einem Festakt des Berliner Senats erhielt der Park am 20. Mai 2009 für seine Gestaltung und sorgsame Pflege den Gustav-Meyer-Preis 2008 in der Kategorie für Anlagen, die älter als zehn Jahre sind. Der Preis wird seit 1995 alle zwei Jahre für hervorragend geplante und außergewöhnliche öffentliche Grün- und Parkanlagen vergeben und trägt den Namen Johann Heinrich Gustav Meyers, des ersten Städtischen Gartenbaudirektors Berlins. Am 29. Mai 2009 enthüllten Vertreter des Bezirks im Park eine Gedenktafel zu der Auszeichnung.
Bis zum 1. Juli 1966 bestand die Endhaltestelle Schulenburgpark der Straßenbahnlinie 15, die von hier zur Daimlerstraße in Marienfelde fuhr. Die Linie wurde zu diesem Zeitpunkt auf Busbetrieb umgestellt.

## Märchenbrunnen
Der Jugendstil-Brunnen mit gotisierenden Formen und dem ursprünglichen Namen „Symbol des Waldesdomes“ oder „Deutscher Wald“ stammt von dem Bildhauer Ernst Moritz Geyger und geht auf das Jahr 1915 zurück. 1918 war ein Gipsmodell fertiggestellt und wahrscheinlich erfolgte noch im gleichen Jahr eine Ausführung in Kirchheimer Muschelkalk. Aufgrund der ungeklärten Standortfrage und der politischen Instabilität wurde er allerdings erst 1935 aufgestellt. 1970 wurde der beschädigte Brunnen renoviert, wobei auf die Wiederherstellung der eingeschmolzenen Bronzeputten verzichtet wurde. Die zerstörten Seitenfiguren Geygers, ein Hirsch und eine Hirschkuh mit Kitz, ersetzte die Bildhauerin Katharina Szelinski-Singer durch zwei Kalksteinskulpturen nach den Volksmärchen Brüderchen und Schwesterchen und Aschenputtel.
Nach erneuten Beschädigungen erfolgte 2000/2001 eine umfangreiche Gesamtsanierung. Die gesamte Brunnenanlage wurde abgebaut und die Einzelteile restauriert. Für die zu installierende Technik wurde eine Brunnenstube gebaut. Anschließend wurde der Brunnen an gleicher Stelle wieder errichtet. Dabei wurden auch die Bronzeputten wiederhergestellt. Die Künstlerin Anna Bogouchevskaia wählte bei der Darstellung – passend zu den verbliebenen Figuren Szelinski-Singers – Märchenmotive, gestaltete einige Putten jedoch auch mit eigenen Phantasieszenen und witzigen Einfällen. Seit September 2001 gießen die 16 Putten, die sowohl im inneren wie im äußeren oberen Kranz angebracht sind, wieder Wasserstrahlen aus Fischen, Eimern und durch Kronen in hohen Bögen in das Wasserbecken. Zusätzlich erhielt die Brunnenanlage eine moderne Beleuchtung mit Lichtleiterkabeln für individuelle Illuminationen.